# تخطيط كهربية الشبكية
يقيس تخطيط كهربيَّة الشَّبكية (اختصارًا ERG) الاستجابات الكهربائية لأنواع مختلفة من الخلايا في شبكية العين، بما في ذلك المستقبلات الضوئية (العصي والمخاريط) وخلايا الشبكية الداخلية (الخلايا ثنائية القطب وخلايا أماكرين) والخلايا العقدية. تتوضع الأقطاب الكهربائية على سطح القرنية (خيط من ألياف النايلون/الفضة DTL أو(ERG Jet)  أو على الجلد تحت العين (شرائط الاستشعار) لقياس استجابات الشبكية.  تقاس استجابات الظهارة الصبغية للشبكية (RPE) باختبار EOG مع وضع أقطاب ملامسة للجلد بالقرب من زاوية العين (موقان). تتعرض عيون المريض أثناء التسجيل لمحفزات قياسية وتعرض الإشارة الناتجة التي توضح المسار الزمني لسعة الإشارة (الجهد). تكون الإشارات صغيرة جدًا، وتقاس عادةً بالفولتات الدقيقة أو الفولتات النانوية. يتكون مخطط كهربية الشبكية من إمكانات كهربائية تساهم بها أنواع مختلفة من الخلايا داخل شبكية العين، ويمكن لظروف التحفيز (وميض أو محفز محاكي، وما إذا كان ضوء الخلفية موجودًا، وألوان المحفز والخلفية) أن تثير استجابة أقوى من مكونات معينة.
إذا أجري مخطط كهربية الشبكية ومضان خافت على عين متكيفة مع الظلام، فإن الاستجابة تكون في المقام الأول من نظام العصي.ستعكس ومضات أجهزة تخطيط كهرائية الشبكة –المسلطة على العين المتكيفة على الضوء- نشاط النظام المخروطي. تؤدي الومضات الساطعة بشكل كافٍ إلى ظهور استجابة أجهزة تخطيط كهرائية الشبكة التي تحتوي على موجة  a(انحراف سلبي أولي) متبوعة بموجة b (انحراف إيجابي). تنتج الحافة الأمامية للموجة a عن طريق المستقبلات الضوئية، بينما ينتج الجزء المتبقي من الموجة بواسطة مزيج من الخلايا بما في ذلك المستقبلات الضوئية، والخلايا ثنائية القطب، والخلايا عديمة الاستطالة، وخلايا مولر أو مولر الدبقية. يعكس نمط ERG (PERG) -الذي يثيره منبه متناوب كتناوب رقعة الشطرنج نشاط خلايا العقدة الشبكية.

## التشخيص
يُستخدم مخطط كهربية الشبكية (ERG) سريريًا بشكل رئيسي من قبل أطباء العيون وفاحصي البصريات، ويستخدم لتشخيص أمراض الشبكية المختلفة.
- تشمل تنكسات الشبكية الموروثة -التي يمكن أن يكون ERG مفيدًا فيها- ما يلي:
- التهاب الشبكية الصباغي والتنكسات الوراثية
- التهاب الشبكية النقطي
- داء ليبر الخلقي
- تنكس المشيمية
- ضمور الشبكية والمشيمية التلفيفي
- متلازمة غولدمان فافر
- العشى الليلي الثابت الخلقي -تشير الموجة a العادية إلى مستقبلات ضوئية طبيعية؛ يشير غياب الموجة b إلى وجود خلل في منطقة الخلية ثنائية القطب.
- انشقاق الشبكية لدى الأطفال المرتبط بالكروموسوم  X
- الأكروماتوبسيا
- الحثل المخروطية
- اضطرابات تشبه التهاب الشبكية الصباغي
- متلازمة أوشر

تشمل الاضطرابات العينية الأخرى التي يوفر فيها ERG القياسي معلومات مفيدة ما يلي:
- اعتلال الشبكية السكري[4][5][6]
- اعتلالات الشبكية الإقفارية الأخرى بما في ذلك انسداد الوريد الشبكي المركزي (CRVO)،[7] انسداد الوريد الفرعي (BVO)، واعتلال الشبكية المنجلي
- اعتلالات الشبكية السامة، بما في ذلك تلك التي يسببها بلاكوينيل و فيغاباترين. يستخدم ERG أيضًا لمراقبة سمية الشبكية في العديد من تجارب الأدوية.
- اعتلال الشبكية المناعي الذاتي مثل اعتلال الشبكية المرتبط بالسرطان  (CAR)، واعتلال الشبكية المرتبط بسرطان الجلد  (MAR)، واعتلال الشبكية الخارجي الحاد الخفي في المنطقة (AZOOR)
- انفصال الشبكية
- تقييم وظيفة الشبكية بعد الصدمة، وخاصة النزيف الزجاجي، والساد الكثيف، وغيرها من الحالات التي لا يمكن فيها تصور قاع العين.

يستخدم ERG أيضًا على نطاق واسع في أبحاث العيون، لأنه يوفر معلومات حول وظيفة شبكية العين التي لا تتوفر بطريقة أخرى.
قد تكون اختبارات ERG الأخرى، مثل استجابة الرؤية السلبية(PhNR)  ونمط ERG (PERG) مفيدة في تقييم وظيفة خلايا العقدة الشبكية في أمراض مثل الغلوكوما.
يستخدم ERG متعدد البؤر لتسجيل استجابات منفصلة لمواقع شبكية مختلفة.
الهيئة الدولية المعنية بالاستخدام السريري والتوحيد القياسي لـ ERG وEOG وVEP هي الجمعية الدولية للفيزيولوجيا الكهربية السريرية للرؤية (ISCEV).